# Rabdophaga rosaeformis
Rabdophaga rosaeformis är en tvåvingeart som först beskrevs av Nikolai Vasilevich Kovalev 1967.  Rabdophaga rosaeformis ingår i släktet Rabdophaga och familjen gallmyggor. Inga underarter finns listade i Catalogue of Life.